# Missioni Cosmos 2011-2020
La lista comprende tutti i satelliti lanciati tra il 2011 e il 2020 che hanno ricevuto la denominazione Cosmos, con il relativo vettore.

## 2011
| Designazione | Nome                        | NSSDC ID  | Data         | Lanciatore        | Funzione                                   |
| ------------ | --------------------------- | --------- | ------------ | ----------------- | ------------------------------------------ |
| Cosmos 2470  | Geo-IK                      |           | 1 febbraio   | Rokot/Briz-KM     | Geodesia satellitare                       |
| Cosmos 2471  | GLONASS terza generazione   | 2011-009A | 26 febbraio  | Soyuz-2-1b/Fregat | Sistema satellitare globale di navigazione |
| Cosmos 2472  | Kobalt-M                    | 2011-028A | 27 giugno    | Soyuz-U           | satellite da ricognizione (ottico)         |
| Cosmos 2473  | Garpun                      | 2011-048A | 21 settembre | Proton-M/Briz-M   | satellite militare per telecomunicazioni   |
| Cosmos 2474  | GLONASS seconda generazione | 2011-055A | 2 ottobre    | Soyuz-2-1b/Fregat | Sistema satellitare globale di navigazione |
| Cosmos 2475  | GLONASS seconda generazione | 2011-064C | 4 novembre   | Proton-M/Briz-M   | Sistema satellitare globale di navigazione |
| Cosmos 2476  | GLONASS seconda generazione | 2011-064A | 4 novembre   | Proton-M/Briz-M   | Sistema satellitare globale di navigazione |
| Cosmos 2477  | GLONASS seconda generazione | 2011-064B | 4 novembre   | Proton-M/Briz-M   | Sistema satellitare globale di navigazione |
| Cosmos 2478  | GLONASS seconda generazione | 2011-071A | 28 novembre  | Soyuz-2-1b/Fregat | Sistema satellitare globale di navigazione |

## 2012
| Designazione | Nome     | NSSDC ID  | Data      | Lanciatore    | Funzione                                 |
| ------------ | -------- | --------- | --------- | ------------- | ---------------------------------------- |
| Cosmos 2479  | US-KMO   | 2012-012A | 30 marzo  | Proton-K/DM-2 | Missile early warning                    |
| Cosmos 2480  | Kobalt-M | 2012-024A | 17 maggio | Soyuz-U       | satellite da ricognizione (ottico)       |
| Cosmos 2481  | Strela-3 | 2012-041A | 28 luglio | Rokot         | satellite per telecomunicazioni militare |

## 2013
| Designazione | Nome                        | NSSDC ID  | Data        | Lanciatore          | Funzione                                   |
| ------------ | --------------------------- | --------- | ----------- | ------------------- | ------------------------------------------ |
| Cosmos 2482  | Rodnik                      | 2013-001A | 15 gennaio  | Rokot/Briz-KM 11A05 | satellite per telecomunicazioni militare   |
| Cosmos 2483  | Rodnik                      | 2013-001B | 15 gennaio  | Rokot/Briz-KM 11A05 | satellite per telecomunicazioni militare   |
| Cosmos 2484  | Rodnik                      | 2013-001C | 15 gennaio  | Rokot/Briz-KM 11A05 | satellite per telecomunicazioni militare   |
| Cosmos 2485  | GLONASS seconda generazione | 2013-019A | 26 aprile   | Soyuz-2-1b/Fregat   | Sistema satellitare globale di navigazione |
| Cosmos 2486  | Persona                     | 2013-028A | 7 giugno    | Soyuz-2-1b 11A14B   | satellite da ricognizione                  |
| Cosmos 2487  | Kondor                      | 2013-032A | 27 giugno   | Strela              | satellite da ricognizione                  |
| Cosmos 2488  | Rodnik                      | 2013-076A | 25 dicembre | Rokot/Briz-KM 11A05 | satellite per telecomunicazioni militare   |
| Cosmos 2489  | Rodnik                      | 2013-076B | 25 dicembre | Rokot/Briz-KM 11A05 | satellite per telecomunicazioni militare   |
| Cosmos 2490  | Rodnik                      | 2013-076C | 25 dicembre | Rokot/Briz-KM 11A05 | satellite per telecomunicazioni militare   |
| Cosmos 2491  | Sconosciuto                 | 2013-076E | 25 dicembre | Rokot/Briz-KM 11A05 |                                            |

## 2014
| Designazione | Nome                        | NSSDC ID  | Data        | Lanciatore          | Funzione                                     |
| ------------ | --------------------------- | --------- | ----------- | ------------------- | -------------------------------------------- |
| Cosmos 2492  | SKRL-756                    | 2014-012A | 28 dicembre | Soyuz-2.1v/Volga    | satellite per calibrazione dei sistemi radar |
| Cosmos 2493  | SKRL-756                    |           | 28 dicembre | Soyuz-2.1v/Volga    | satellite per calibrazione dei sistemi radar |
| Cosmos 2494  | GLONASS seconda generazione |           | 23 marzo    | Soyuz-2-1b/Fregat   | Sistema satellitare globale di navigazione   |
| Cosmos 2495  | Kobalt-M                    | 2014-025A | 6 maggio    | Soyuz-2-1a          | satellite da ricognizione (ottico)           |
| Cosmos 2496  | Rodnik                      | 2014-028A | 23 maggio   | Rokot/Briz-KM 11A05 | satellite per telecomunicazioni militare     |
| Cosmos 2497  | Rodnik                      | 2014-028B | 23 maggio   | Rokot/Briz-KM 11A05 | satellite per telecomunicazioni militare     |
| Cosmos 2498  | Rodnik                      | 2014-028C | 23 maggio   | Rokot/Briz-KM 11A05 | satellite per telecomunicazioni militare     |
| Cosmos 2499  | Sconosciuto                 | 2014-028E | 23 maggio   | Rokot/Briz-KM 11A05 |                                              |
| Cosmos 2500  | GLONASS seconda generazione | 2014-032A | 14 giugno   | Soyuz-2-1b/Fregat   | Sistema satellitare globale di navigazione   |
| Cosmos 2501  | GLONASS terza generazione   | 2014-075A | 30 novembre | Soyuz-2.1b/Fregat   | Sistema satellitare globale di navigazione   |
| Cosmos 2502  | Lotos-S1 No.1 (802)         | 2014-086A | 25 dicembre | Soyuz-2.1b          | satellite militare ELINT                     |

## 2015
| Designazione | Nome               | NSSDC ID  | Data         | Lanciatore            | Funzione                                                   |
| ------------ | ------------------ | --------- | ------------ | --------------------- | ---------------------------------------------------------- |
| Cosmos 2503  | Bars-M 1L          | 2015-009A | 27 febbraio  | Soyuz-2.1a            | satellite da ricognizione ottico                           |
| Cosmos 2504  | Sconosciuto        | 2015-020D | 31 marzo     | Rokot/Briz-KM 11A05   |                                                            |
| Cosmos 2505  | Kobalt-M           | 2015-027A | 5 giugno     | Soyuz-2.1a            | satellite da ricognizione (ottico)                         |
| Cosmos 2506  | Persona            | 2015-029A | 23 giugno    | Soyuz-2.1b            | satellite da ricognizione                                  |
| Cosmos 2507  | Strela-3M 13       | 2015-050A | 23 settembre | Rokot-KM              | satellite per telecomunicazioni militare                   |
| Cosmos 2508  | Strela-3M 14       | 2015-050B | 23 settembre | Rokot-KM              | satellite per telecomunicazioni militare                   |
| Cosmos 2509  | Strela-3M 15       | 2015-050C | 23 settembre | Rokot-KM              | satellite per telecomunicazioni militare                   |
| Cosmos 2510  | EKS-1 (Tundra L11) | 2015-066A | 17 novembre  | Soyuz-2.1b / Fregat-M | Missile early warning                                      |
| Cosmos 2511  | Kanopus-ST         | 2015-071A | 5 dicembre   | Soyuz-2-1v/Volga      | satellite per l'osservazione della Terra                   |
| Cosmos 2512  | KYuA-1             | 2015-071B | 5 dicembre   | Soyuz-2-1v/Volga      | satellite per test radar per sistema di difesa antimissile |
| Cosmos 2513  | Garpun-12L         | 2015-075A | 15 dicembre  | Proton-M/Briz-M       | satellite militare per telecomunicazioni                   |

## 2016
| Designazione | Nome                        | NSSDC ID  | Data       | Lanciatore        | Funzione                                   |
| ------------ | --------------------------- | --------- | ---------- | ----------------- | ------------------------------------------ |
| Cosmos 2514  | GLONASS seconda generazione | 2016-008A | 7 febbraio | Soyuz-2.1b/Fregat | Sistema satellitare globale di navigazione |
| Cosmos 2515  | Bars-M 2L                   | 2016-020A | 24 marzo   | Soyuz-2.1a        | satellite da ricognizione ottico           |
| Cosmos 2516  | GLONASS seconda generazione | 2016-032A | 29 maggio  | Soyuz-2.1b/Fregat | Sistema satellitare globale di navigazione |
| Cosmos 2517  | Geo-IK-2 (Geo-IK-2 12L)     | 2016-034A | 4 giugno   | Rokot/Briz-KM     | Geodesia satellitare                       |

## 2017
| Designazione | Nome                        | NSSDC ID  | Data         | Lanciatore            | Funzione                                   |
| ------------ | --------------------------- | --------- | ------------ | --------------------- | ------------------------------------------ |
| Cosmos 2518  | EKS-2 (Tundra L12)          | 2017-027A | 25 maggio    | Soyuz-2.1b / Fregat-M | Missile early warning                      |
| Cosmos 2519  |                             | 2017-037A | 23 giugno    | Soyuz-2.1v / Volga    | sconosciuto                                |
| Cosmos 2520  | Blagovest-11L               | 2017-046A | 16 agosto    | Proton-M / Briz-M     | satellite per telecomunicazioni            |
| Cosmos 2521  | Sputnik Inspektor           | 2017-037D | 23 giugno    | Soyuz-2.1v / Volga    | sconosciuto                                |
| Cosmos 2522  | GLONASS seconda generazione | 2017-055A | 22 settembre | Soyuz-2.1b/Fregat     | Sistema satellitare globale di navigazione |
| Cosmos 2523  | Sconosciuto                 | 2017-037E | 23 giugno    | Soyuz-2.1v / Volga    |                                            |
| Cosmos 2524  | Lotos-S1 No.2 (803)         | 2017-076A | 2 dicembre   | Soyuz-2.1b            | satellite militare ELINT                   |

## 2018
| Designazione | Nome                        | NSSDC ID  | Data        | Lanciatore        | Funzione                                   |
| ------------ | --------------------------- | --------- | ----------- | ----------------- | ------------------------------------------ |
| Cosmos 2525  | EMKA                        | 2018-028A | 29 marzo    | Soyuz-2.1v        | satellite da ricognizione sperimentale     |
| Cosmos 2526  | Blagovest-12L               | 2018-037A | 18 aprile   | Proton-M / Briz-M | satellite per telecomunicazioni            |
| Cosmos 2527  | GLONASS seconda generazione | 2018-053A | 16 giugno   | Soyuz-2.1b/Fregat | Sistema satellitare globale di navigazione |
| Cosmos 2528  | Lotos-S1 No.3 (804)         | 2018-082A | 25 ottobre  | Soyuz-2.1b        | satellite militare ELINT                   |
| Cosmos 2529  | GLONASS seconda generazione | 2018-086A | 3 novembre  | Soyuz-2.1b/Fregat | Sistema satellitare globale di navigazione |
| Cosmos 2530  | Strela-3M 16                | 2018-097A | 23 novembre | Rokot-KM          | satellite per telecomunicazioni militare   |
| Cosmos 2531  | Strela-3M 17                | 2018-097B | 23 novembre | Rokot-KM          | satellite per telecomunicazioni militare   |
| Cosmos 2532  | Strela-3M 18                | 2018-097C | 23 novembre | Rokot-KM          | satellite per telecomunicazioni militare   |
| Cosmos 2533  | Blagovest-13L               | 2018-107A | 21 dicembre | Proton-M          | satellite per telecomunicazioni            |

## 2019
| Designazione | Nome                        | NSSDC ID  | Data         | Lanciatore            | Funzione                                   |
| ------------ | --------------------------- | --------- | ------------ | --------------------- | ------------------------------------------ |
| Cosmos 2534  | GLONASS seconda generazione | 2019-030A | 27 maggio    | Soyuz-2.1b/Fregat-M   | Sistema satellitare globale di navigazione |
| Cosmos 2535  | 14F150 No.2 / Nivelir-L     | 2019-039A | 10 luglio    | Soyuz-2.1v / Volga    |                                            |
| Cosmos 2536  | 14F150 No.2 / Nivelir-L     | 2019-039B | 10 luglio    | Soyuz-2.1v / Volga    |                                            |
| Cosmos 2537  | 14F150 No.2 / Nivelir-L     | 2019-039C | 10 luglio    | Soyuz-2.1v / Volga    |                                            |
| Cosmos 2538  | 14F150 No.2 / Nivelir-L     | 2019-039D | 10 luglio    | Soyuz-2.1v / Volga    |                                            |
| Cosmos 2539  | Blagovest-14L               | 2019-048A | 5 agosto     | Proton-M              | satellite per telecomunicazioni            |
| Cosmos 2540  | Geo-IK-2 No.3 (Musson 2)    | 2019-057A | 30 agosto    | Rokot / Briz-KM       | Geodesia satellitare                       |
| Cosmos 2541  | EKS-3 (Tundra L13)          | 2019-065A | 26 settembre | Soyuz-2.1b / Fregat-M | Missile early warning                      |
| Cosmos 2542  | Sconosciuto                 | 2019-079A | 25 novembre  | Soyuz-2.1v / Volga    |                                            |
| Cosmos 2543  | Sconosciuto                 |           | 25 novembre  | Soyuz-2.1v / Volga    |                                            |
| Cosmos 2544  | GLONASS seconda generazione | 2019-088A | 11 dicembre  | Soyuz-2.1b/Fregat-M   | Sistema satellitare globale di navigazione |

## 2020
| Designazione | Nome                        | NSSDC ID  | Data       | Lanciatore            | Funzione                                   |
| ------------ | --------------------------- | --------- | ---------- | --------------------- | ------------------------------------------ |
| Cosmos 2545  | GLONASS seconda generazione | 2020-018A | 16 marzo   | Soyuz-2.1b/Fregat-M   | Sistema satellitare globale di navigazione |
| Cosmos 2546  | EKS-4 (Tundra L14)          | 2020-031A | 22 maggio  | Soyuz-2.1b / Fregat-M | Missile early warning                      |
| Cosmos 2547  | GLONASS terza generazione   | 2020-075A | 28 ottobre | Soyuz-2.1b/Fregat-M   | Sistema satellitare globale di navigazione |
| Cosmos 2548  | ERA                         | 2020-091D | 3 dicembre | Soyuz-2.1b/Fregat-M   |                                            |